# 駕駛執照

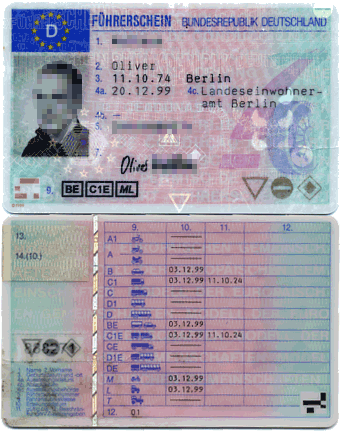
歐盟發出的駕駛執照

駕駛執照，簡稱駕照（證），中國大陸稱駕駛證，粵語稱車牌，是政府交通部門發給具有駕駛資格人士的證明文件，通常是一張卡片。駕駛執照通常列明持有人可駕駛的機動車輛種類，例如摩托车、轿車、皮卡、大貨車、客車（及客貨兩用車）、貨車（及代用客車）、半挂式卡车、公共汽車等。
要取得駕駛執照，需要符合最低年齡，並且（通常）需要通過机动车驾驶证考试。各國對申請駕駛執照的最低年齡有不同的標準。而年長的駕駛執照持有人，則可能需要在駕駛執照續期時進行身體驗查，一些國家會鼓勵高齡駕駛人自願繳回駕照不再上路駕駛。在國際上，對駕駛證的定義為：“為了駕駛汽車，主管當局發給的許可駕駛車輛的證（明文）件”。
在部份無需強制攜帶身份證的國家或地區，例如美國、加拿大及日本，駕駛執照就是一種身份證明文件。

## 歷史
法國（1893年巴黎）及德國（1910年）、英国（1904年）甚至还有荷兰都是最早強制需要駕駛執照的國家，早於20世紀初期已開始執行。由於北美洲的交通事故不斷增加，公眾開始要求立法。1910年8月1日，紐約州率先通過駕駛執照法例，但原本只適用於職業司機。1913年7月，新澤西州成為首個強制所有司機需通過駕駛考試，並取得駕駛執照的州份。

## 部分国家（地区）駕駛執照情形

### 中华人民共和国機動車駕駛證
中華人民共和國機動車駕駛證簡稱“駕照”，是機動車輛駕駛人員依照中華人民共和國《机动车驾驶证申领和使用规定》所須申領的證照。駕駛車輛的許可是通過駕駛證核發來實現的。
中華人民共和國機動車駕駛證是一個廣義的概念，它既包括各地区公安交管部门核发的“中華人民共和國機動車駕駛證”，也包括現役軍隊及武裝警察部隊機關所核發的“中國人民解放軍車輛駕駛證照”與“中國人民武裝警察部隊車輛駕駛證”。

#### 基本概念
中华人民共和国公安交通管理部门对驾驶证的定义为：机动车驾驶证是指依法允许学习驾驶机动车的人员，经过学习，掌握了交通法规知识和驾驶技术后，经管理部门考试合格，核发许可驾驶某类机动车的法律凭证。
中華人民共和國內地的機動車駕駛證共分三種類型，分為機動車駕駛證、機動車學習駕駛證明及機動車臨時駕駛證。機動車駕駛證上印有持證人的身份證件號碼、照片及個人資料，其中包括姓名、性别、出生日期、長期住址、國籍、准駕或學習車型代號、初次領證日期、有效期及管理記錄等内容。

#### 驾驶执照（以民用为例）
- 初次申領的民用機動車駕駛證有效期為6年。以初次申領日期為始，实習期為期一年（實習期内，駕照持有者在高速公路駕駛機動車，副駕駛座位須有三年及以上駕齡的駕照持有者陪同，否則不得單獨在高速公路上駕駛機動車）。依據《機動車駕駛證申領和使用規定》（中華人民共和國公安部令第123號）第四十七條之歸定：
  - 机动车驾驶人在机动车驾驶证的六年有效期内，每个记分周期均未记满12分的，换發十年有效期的机动车驾驶证；
  - 在机动车驾驶证的十年有效期内，每个记分周期均未记满12分的，换發长期有效的机动车驾驶证；
- 学习驾驶证明有效期为3年；
- 临时驾驶证则少于三个月。

机动车驾驶证由车辆管理所负责签发。最低考取驾驶证的年龄为18周岁。初次申领机动车驾驶证的，可以申请准驾车型为城市公交车、大型货车、小型汽车、小型自动挡汽车、低速载货汽车、三轮汽车、残疾人专用小型自动挡载客汽车、普通三轮摩托车、普通二轮摩托车、轻便摩托车、轮式自行机械车、无轨电车、有轨电车的机动车驾驶证。已持有机动车驾驶证，申请增加准驾车型的，应当在本记分周期和申请前最近一个记分周期内没有记满12分记录。申请增加中型客车、牵引车、大型客车准驾车型的，还应当符合下列规定：
- 申请增加中型客车准驾车型的，已取得驾驶城市公交车、小型汽车、小型自动挡汽车、低速载货汽车或者三轮汽车准驾车型资格三年以上，或者取得驾驶大型货车准驾车型资格二年以上，并在申请前最近连续三个记分周期内没有记满12分记录；
- 申请增加牵引车准驾车型的，已取得驾驶中型客车准驾车型资格三年以上，或者取得驾驶大型货车准驾车型资格二年以上，或者取得驾驶大型客车准驾车型资格一年以上，并在申请前最近连续三个记分周期内没有记满12分记录；
- 申请增加大型客车准驾车型的，已取得驾驶城市公交车或者中型客车准驾车型资格五年以上，或者取得驾驶大型货车准驾车型资格三年以上，或者取得驾驶牵引车准驾车型资格二年以上，并在申请前最近连续五个记分周期内没有记满12分记录。
- 正在接受全日制驾驶职业教育的学生，已在校取得驾驶小型汽车准驾车型资格，并在本记分周期和申请前最近一个记分周期内没有记满12分记录的，可以申请增加大型客车、牵引车准驾车型。

从心理成熟、驾驶经历角度出发：
- 申请小型汽车、小型自动挡汽车、残疾人专用小型自动挡载客汽车、轻便摩托车准驾车型的，在18周岁以上；
- 申请低速载货汽车、三轮汽车、普通三轮摩托车、普通二轮摩托车或者轮式自行机械车准驾车型的，在18周岁以上，60周岁以下；
- 申请大型货车准驾车型的，在20周岁以上，60周岁以下；
- 申请中型客车准驾车型的，在21周岁以上，60周岁以下；
- 申请大型客车准驾车型的，在22周岁以上，60周岁以下；
- 申请城市公交车、无轨电车或者有轨电车准驾车型的，在20周岁以上，50周岁以下；
- 申请牵引车准驾车型的，在22周岁以上，50周岁以下；
- 接受全日制驾驶职业教育的学生，申请大型客车、牵引车准驾车型的，在20周岁以上，60周岁以下。

    年龄在60周岁以上的，不得驾驶大型客车、牵引车、城市公交车、中型客车、大型货车、无轨电车和有轨电车；持有大型客车、牵引车、城市公交车、中型客车、大型货车驾驶证的，应当到机动车驾驶证核发地或者核发地以外的车辆管理所换领准驾车型为小型汽车或者小型自动挡汽车的机动车驾驶证。年龄在70周岁以上的，不得驾驶低速载货汽车、三轮汽车、普通三轮摩托车、普通二轮摩托车和轮式自行机械车；持有普通三轮摩托车、普通二轮摩托车驾驶证的，应当到机动车驾驶证核发地或者核发地以外的车辆管理所换领准驾车型为轻便摩托车的机动车驾驶证。
另外，年龄在70周岁以上的机动车驾驶人，应当每年进行一次身体检查，在记分周期结束后三十日内，提交县级或者部队团级以上医疗机构出具的有关身体条件的证明。持有残疾人专用小型自动挡载客汽车驾驶证的机动车驾驶人，应当每三年进行一次身体检查，在记分周期结束后三十日内，提交经省级卫生主管部门指定的专门医疗机构出具的有关身体条件的证明。
年龄在70周岁以上，在一个记分周期结束后一年内未提交身体条件证明或者持有残疾人专用小型自动挡载客汽车准驾车型，在三个记分周期结束后一年内未提交身体条件证明的将会被注销驾驶证。但是，超过有效期时间未满一年的，机动车驾驶人提交身体条件证明后，可以恢复驾驶资格。    
附：中华人民共和国機動車駕駛證準駕車型代碼對照表
| 代号 | 准驾车型                     | 准驾的车辆 | 准予驾驶的其他准驾车型             |
| ---- | ---------------------------- | --- | ---------------------------------- |
| A1   | 大型客车                     | 大型载客汽车（车长大于6米或核定载客人数大于等于20人的载客汽车）                                                       | A3、B1、B2、C1、C2、C3、C4、C51、M |
| A2   | 重型牵引挂车                 | 总质量大于4500kg的汽車列車                                                                                            | B1、B2、C1、C2、C3、C4、C51、C6、M |
| A3   | 城市公交车                   | 核准载10人以上的城市公共汽车                                                                                          | C1、C2、C3、C4、C51                |
| B1   | 中型客车                     | 中型载客汽车（含核准载10人以上、19人以下的城市公共汽车）                                                              | C1、C2、C3、C4、C51、M             |
| B2   | 大型货车                     | - 重型、中型载货汽车 - 大、重、中型专项作业车                                                                         | C1、C2、C3、C4、C51、M             |
| C1   | 小型汽车                     | - 小型、微型载客汽车 - 轻型、微型载货汽车 - 轻型、微型专项作业车                                                      | C2、C3、C4、C51                    |
| C2   | 小型自动挡汽车               | - 小型、微型自动挡载客汽车 - 轻型、微型自动挡载货汽车 - 轻型、微型自动挡专项作业车 - 上肢残疾人专用小型自动挡载客汽车 | C51                                |
| C3   | 低速载货汽车                 | 低速载货汽车（原四轮农用运输车）                                                                                      | C4                                 |
| C4   | 三轮汽车                     | 三轮汽车（原三轮农用运输车）                                                                                          | 无                                 |
| C5   | 残疾人专用小型自动挡载客汽车 | 残疾人专用小型、微型自动挡载客汽车（允许上肢、右下肢或者双下肢残疾人驾驶）                                            | 无                                 |
| C62  | 轻型牵引挂车                 | 总质量小于（不包含等于）4500kg的汽车列车                                                                              | 无                                 |
| D    | 普通三轮摩托车               | 发动机排量大于50毫升或者最大设计车速大于50km/h的三轮摩托车                                                            | E、F                               |
| E    | 普通二轮摩托车               | 发动机排量大于50毫升或者最大设计车速大于50km/h的二轮摩托车                                                            | F                                  |
| F    | 轻便摩托车                   | 发动机排量小于等于50毫升，最大设计车速小于等于50km/h的摩托车                                                          | 无                                 |
| M    | 轮式自行机械车               | 轮式自行机械车 | 无                                 |
| N    | 无轨电车                     | 无轨电车 | 无                                 |
| P    | 有轨电车                     | 有轨电车 | 无                                 |

注：

1：便利残疾人家庭共用车辆政策仅允许残疾人的家庭成员或其他服务残疾人出行的人员驾驶上肢残疾人专用的小型自动挡载客汽车；

2：该准驾车型不能单独存在，须与C2以上的准驾车型（A2除外）配合使用。
（2022年4月1日生效）

### 香港駕駛執照
香港的駕駛執照由運輸署簽發，一般有效期為10年。駕駛執照通常連同身份證明文件一同使用，因此駕駛執照上的個人資料比較少。現時的駕駛執照，只載有持證人的中英文姓名、證件編號（通常和香港身份證號碼一樣）、獲准駕駛車輛的種類及其有效期等資料。
應考駕駛執照及排期程序要先填妥駕駛考試申請書 (TD82)及學習駕駛執照 (TD555) ，攜帶申請書、路票（港幣510元）、臨時學習駕駛執照（港幣548元）、及近三個月之住址證明，到香港牌照事務處或九龍牌照事務處辦理手續，辦理手續後會獲得甲部筆試排期信。甲部：筆試為20條選擇題，須答對16條或以上方為及格，筆試合格後才可再獲路試排期信，應考路試分乙部和丙部。乙部：主要考斜坡開車、停車，泊位及窄路掉頭；丙部：根據香港運輸署所訂的考試路線進行路試，全部合格後可申請暫准駕駛執照（持此執照駕駛，車輛前後須掛上P字牌以作析別），暫准駕駛執照持有人通過12個月的暫准駕駛期，就可獲簽發正式的駕駛執照。
正式香港駕駛執照，年齡超過60周歲或以上並申請正式駕駛執照的人士，需每年續辦。年滿70周歲或以上並申請正式駕駛執照的人士，需註冊醫生簽發的運輸署體格檢驗證書TD256。

### 澳門駕駛執照
澳門的駕駛執照回歸前是由澳門市政廳所發出，1999年12月20日至2001年12月31日則由臨時澳門市政局發出，2002年1月1日澳門民政總署取代臨時澳門市政局和臨時海島市政局的職能，則改由澳門民政總署發出。2008年5月13日起，則改由新成立的交通事務局發出。
按可駕駛車輛種類一共分為6種，共10個小項，見下表所示。
| 准許駕車型代號 | 准許駕駛的車輛 |
| -------------- | --- |
| CICL           | ≤ 50CC的電單車 |
| A1             | ≤ 125CC / ≤150CC / ≤170CC / ≤200cc/≤250CC / ≤400CC的電單車                                                         |
| A2             | >400CC 的電單車 |
| B              | ≤3,500Kgs+ ≤9人的輕型汽車                                                                                          |
| C              | >3,500kgs的重型貨車                                                                                                |
| D1             | ≤25人的重型客車 |
| D2             | >25人的重型客車 |
| E+C            | 由一屬於C類之牽引車輛與一總重量超過750kg之掛車組成之車組或屬於C類之牽引車輛與一總重量超過750kg之半掛車之鉸接式車輛 |
| E+B            | 由B類牽引車輛及一總重量超過750kg之掛車組成之車組                                                                   |
| E+D1           | 由一部D1小類牽引車及一部總重量超過750kg之掛車組成之車組                                                            |
| E+D2           | 由一部D2小類牽引車及一部總重量超過750kg之掛車組成之車組                                                            |

#### A1及A2牌簡介
澳門在回歸後規定電單車所考取之A1執照需按入稟時之排氣量所限，同時在學車時使用相應排氣量（一般細分為≤125cc、≤150cc、≤170cc、≤200cc、≤250cc、≤400cc）之電單車進行學習及考試，考取後會于A1牌 後備註允許駕駛車輛之限制，與回歸前以125cc兩輪電單車考A1（可駕駛少於400cc兩輪或三輪電單車）及以250cc兩輪電單車考A2（可駕駛大於 400cc 兩輪或三輪電單車，換言之，可理解為無限制兩輪或三輪電單車牌）不同，A2類別也需要以650cc兩輪電單車作為學習及考試車輛。

#### "P"牌
澳門也於2007年10月1日修訂出台之新交通法引入"P"牌規則，情況類似香港做法，但澳門P牌定義為：10月1日起成功考取電單車駕駛執照（以學習駕駛員最後考試日期為準）在成功考取電單車執照一年內駕駛該執照允許之車輛必須在車輛顯眼地方標示P牌，以及不准載客（即只可以一人駕駛），但P牌定義根據執照類別為準。若駕駛之車輛為執照中合其他不受P牌規定的類別，以該類別為準，不受車輛所標P字限制（例如已有CICL牌照超過一年或在2008/10/1前考取的，即使他／她的A1/A2未滿一年，但只要駕駛CICL類別車輛，也不受P牌限制）法例生效前已考取的不受限制。澳門"P"牌制度有別於其他地方（尤其是香港），因為澳門的"P"牌是正式駕駛資格，並不是暫准／臨時駕駛資格（07年10月以前新考取的電單車駕照才是臨時牌），可以申領國際駕駛執照到其他成員國內駕駛機動車輛。

#### 16周歲人士在監護人擔保下報考CICL類別執照
澳門在2007年10月1日修訂出台之新交通法廢除了16周歲人士在監護人擔保下報考CICL類別執照的規定，並提升報考年齡為18周歲，但法例生效前已報考的不受限制。

### 中華民國汽車駕駛執照
依據《道路交通安全規則》第53條規定（2002年5月15日修正、2007年5月15日修正），共分為下列15種：
| 普通汽車 | 職業汽車 | 機器腳踏車（機車） |
| --- | --- | --- |
| 01.小型車普通駕駛執照 （9座以下客車或小於等於5噸貨車） 02.大貨車普通駕駛執照 （大於5噸貨車） 03.大客車普通駕駛執照 （10座以上客車） 04.聯結車普通駕駛執照 | 05.小型車職業駕駛執照 （9座以下客車或小於等於5噸貨車） 06.大貨車職業駕駛執照 （大於5噸貨車） 07.大客車職業駕駛執照 （10座以上客車） 08.聯結車職業駕駛執照 | 11.小型輕型機器腳踏車駕駛執照 12.普通輕型機器腳踏車駕駛執照 （0c.c.~49c.c.） 14.普通重型機器腳踏車駕駛執照 （50c.c.~249c.c.） 15.大型重型機器腳踏車駕駛執照 （250c.c.~549c.c.、550c.c.~∞） |
| 國際 | | |
| 09.國際駕駛執照 | | |

| 不再考照                                                                                                 |
| --- |
| 10.輕型機器腳踏車駕駛執照 改為：11.小型輕型機器腳踏車駕駛執照及12.普通輕型機器腳踏車駕駛執照（民國96年） |
| 13.重型機器腳踏車駕駛執照 改為：14.普通重型機器腳踏車駕駛執照及15.大型重型機器腳踏車駕駛執照（民國91年） |

#### 年齡限制
- 申請考驗普通汽車駕駛執照、輕型機車駕駛執照及普通重型機車駕駛執照需年滿18歲，最高年齡不受限制。
- 申請考驗大型重型機車駕駛執照需年滿20歲，最高年齡不受限制。
- 申請考驗職業汽車駕駛執照需年滿20歲，最高年齡不得超過65歲。但依第五十二條之一第四項規定辦理者，最高年齡不得超過六十八歲。

#### 經歷
- 應考輕型機車駕駛執照或普通重型機車駕駛執照者，無經歷之限制（皆可直接報考）。
- 應考大型重型機車駕駛執照者，須領有普通重型機車駕駛執照一年以上之經歷，並經立案之駕駛訓練機構駕駛訓練結業者。
- 應考小型車普通駕駛執照者，須有小型車學習駕駛三個月以上之經歷；或領有小型車學習駕駛35天以上之經歷，並經立案之駕駛訓練機構小型車駕駛訓練結業者。
- 應考小型車職業駕駛執照者，須有小型車學習駕駛六個月以上之經歷；或小型車普通駕駛執照三個月以上之經歷。
- 應考大貨車普通駕駛執照者，須領有小型車普通駕駛執照一年以上之經歷；或領有小型車普通駕駛執照六個月以上之經歷，並經立案之駕駛訓練機構大貨車駕駛訓練結業者。
- 應考大貨車職業駕駛執照者，須領有小型車職業駕駛執照一年以上之經歷；或大貨車普通駕駛執照三個月以上之經歷。
- 應考大客車普通駕駛執照者，須領有大貨車普通駕駛執照一年以上之經歷；或領有大貨車普通駕駛執照六個月以上之經歷，並經立案之駕駛訓練機構大客車駕駛訓練結業者；或領有小型車普通駕駛執照二年以上之經歷，並經立案之駕駛訓練機構小型車逕升大客車駕駛訓練結業者。
- 應考大客車職業駕駛執照者，須領有大貨車職業駕駛執照一年以上之經歷；或領有大貨車職業駕駛執照六個月以上之經歷，並經立案之駕駛訓練機構大客車駕駛訓練結業者；或領有小型車職業駕駛執照二年以上之經歷，並經立案之駕駛訓練機構小型車逕升大客車駕駛訓練結業者；或大客車普通駕駛執照三個月以上之經歷。
- 應考聯結車普通駕駛執照者，須領有大客車普通駕駛執照一年以上之經歷；或領有大客車普通駕駛執照六個月以上之經歷，並經立案之駕駛訓練機構聯結車駕駛訓練結業者；或領有大貨車普通駕駛執照二年以上之經歷；或領有大貨車普通駕駛執照一年六個月以上之經歷，並經立案之駕駛訓練機構聯結車駕駛訓練結業者。
- 應考聯結車職業駕駛執照者，須領有大客車職業駕駛執照一年以上之經歷；或領有大客車職業駕駛執照六個月以上之經歷，並經立案之駕駛訓練機構聯結車駕駛訓練結業者；或領有大貨車職業駕駛執照二年以上之經歷；或領有大貨車職業駕駛執照一年六個月以上之經歷，並經立案之駕駛訓練機構聯結車駕駛訓練結業者；或聯結車普通駕駛執照三個月以上之經歷。
- 應考小型車附掛總重逾七百五十公斤至三千公斤以下拖車駕駛資格者，須領有小型車駕駛執照一年以上之經歷或領有大貨車或大客車駕駛執照，並經立案之駕駛訓練機構駕駛訓練結業。

### 英国的駕駛執照
英國的最低駕駛年齡是17周歲，持有學習駕駛執照的駕駛人，需在車輛前後展示紅色的L字（威爾斯則是D字）以資識別。英國的駕駛執照登記始於1903年，1935年開始進行駕駛考試。由於第二次世界大戰，1939年起暫停達7年，1956年因蘇伊士運河危機亦曾暫停一年。在英國，唯一不需要駕駛執照便能合法駕駛的人是英国君主，其擁有的車輛亦無須申請車輛牌照。
在1998年7月以前，英國本島的駕駛執照並無持證人的照片。現時英國駕駛執照分為兩部份，包括一張照片卡，需每10年換領一次，及一張載有其他資料的紙張，有效期至持證人70周歲為止。
機車駕照管理制度
- 年滿16周歲，完成強制基本訓練(Compulsory Basic Training, CBT) ，可以學習牌照騎乘50c.c.以下輕型機車，但有效期最多為2年。
  - 必須再通過駕駛標準局之機車測驗，才能獲得完整機車駕照。
    - 完整機車駕照
    - A1類輕型機車
      - 發牌條件：年滿17周歲，通過CBT；可考領125c.c.及輸出馬力11kW(14.6 bhp)以下機車。受測者必須以75c.c.至125c.c.間之機車通過道路駕駛測驗。

    - A類標準機車
      - 發牌條件：年滿17周歲，通過CBT，二階段GDLS；
        - 第一階段駕照：可騎馬力 ≤ 25 kW(33 bhp)，馬力／重量比 ≤ 0.16 kW/kg。須完成道路駕駛測驗
        - 第二階段駕照：可騎各型式、馬力的機車

  - 一般晉級程序：需先累積2年騎機車經驗，考照者須以超過120c.c.但不大於125c.c.之機車，有能力於100kph下完成道路駕駛測驗。
  - 直接晉級程序：考照者已達21周歲，可以馬力 > 35 kW (46.6 bhp) ，參加一特別測驗

### 美国及加拿大的駕駛執照
美國及加拿大的最低駕駛年齡，由各州份及省份自行決定，通常皆為年滿16周歲。大部份州或省皆設有學習駕駛執照，容許學習駕駛者在一名駕駛執照持有人陪同下駕駛。近年一些地區則引入漸進式駕駛執照，對學習駕駛者設定限制，持有人需要一段時間才可獲得正式執照，令駕駛人士先獲取更多經驗。
在美國及加拿大，駕駛執照由各州份及省份的交通牌照部門簽發。每張駕駛執照都有獨特的號碼、持證人的照片、簽名、出生日期、住址等個人資料，亦有獲准駕駛車輛的種類。由於駕駛執照可作為一種身分證明文件，一些州份更在駕駛執照加入指紋、條碼、磁條及社會安全號碼等以供證明身分，亦加入一些防偽特徵。

### 新西兰駕駛執照
- 汽車駕照管理制度
- 機車駕照管理制度
  - 學習駕駛階段：學習駕駛牌照(L plate)
    - 年滿15周歲，在路外（或場內）環境下，通過視力、道路法規知識、駕駛機車理論與機車操作技術等測試。
    - 駕駛限制
    - 最大的酒精濃度，由80mg/dl降為0。
    - 宵禁：晚上22時~清晨5時
    - 最大速限100km道路，時速不可超過70公里
    - 不可於機車後座載人
    - 需攜帶駕照
    - 駕照必須持有18個月才可升級，（但完成被認可單位訓練者，可減為12個月）

  - 限制駕照階段
    - 學習駕照持有6個月（但完成被認可單位訓練者，可減為3個月），再通過實際路考。
    - 放寬70公里時速限制
    - 宵禁：晚上22時~清晨5時（但若工作需要可以申請豁免）。
    - 其餘同學習駕駛執照

  - 完整駕照階段
    - 未滿25周歲，須持有限制駕照18個月（但完成被認可單位訓練課程者，可減為9個月）後
    - 年滿25周歲，須持有限制駕照時間可減少為6個月（但完成被認可單位訓練課程者只需3個月）
    - 駕照可以代替身份證（18+ card、新西蘭或海外護照）。

### 欧盟駕駛執照
歐盟自2013年起，以統一的歐洲駕駛執照格式代替會員國原有的110種不同的駕照。包括像信用卡的排版格式並可能包括晶片。
範例：
| 德國版的歐洲駕駛執照 | 德國版的歐洲駕駛執照 | |
| -------------------- | -------------------- | --- |
|                      |                      | 1. 姓 2. 名 3. 生日, 出生地 4. a) 發照日 b) 到期日 c) 發照單位 5. 駕照號碼 6. 駕駛人照片 7. 駕駛人簽名 8. 駕照種類 9. 某類駕照通過日 10. 某類駕照到期日 11. 限制 |

## 驾照互相认可
根据联合国在1949年日内瓦道路交通公约规定。道路交通公约签署国或地区之间，在本国或地区的驾驶证原件和国际驾驶证同时出示的情况下，才会被认为属于合法驾驶车辆。
- 由于中华人民共和国政府未加入联合国道路交通公约，中國大陸境外颁发的驾驶证，均不能直接在中国大陆使用，必须将其持有的原地区的驾驶证转换成中华人民共和国驾驶证。香港、澳门均已加入联合国道路交通公约，所以可以按照公约使用原地区驾驶证。
  - 香港、澳門、比利时和阿聯酋驾驶证均可以免试换领中国大陆地区驾驶证（香港、比利時和阿聯酋限小汽车C1 C2，以及摩托车E、F；澳門則限小汽車C1 C2）。
  - 其他國家、臺灣頒發的駕駛證不可以免試換照，轉換的前提是：必須通過道路交通安全法律、法規和相關知識考試、道路駕駛技能考試（道路駕駛技能考試僅僅適用於大／中型客車、牽引車、大型貨車機等）。
  - 中國大陸并未加入联合国道路交通公约。中国大陸公民出国，在许多国家或地区，在逗留时间不超过3个月的情况下，凭借中華人民共和國颁发的驾驶证原证、以及经过公证的当地语言的翻译件或者经过领事认证的认证件，均可租赁、驾驶所在国的机动车辆。部分国家地区可直接使用含有英文信息的新版驾驶证，而在一些国家（如赤道几内亚）則须要换领当地驾驶证才可以在所在国驾驶机动车辆。
  - 中華人民共和國颁发的驾驶证须经公证处的公证及海基会的验证，且若是持旅行证或居留证者，还须连续住满三个月后方可报名笔试，合格后，才能换领中華民國颁发的驾驶证。
- 在香港，凡持有主要國家或地區[4]駕駛執照的人士，均可在香港申請免試簽發正式駕駛執照或者臨時駕駛執照。[5]

## 参見
- 国际驾驶执照
- 交通违例记分制
- 车辆号牌

## 外部連結
- . （原始内容存档于2016-01-15）. （页面存档备份，存于）（多种欧洲文字）.
- . （原始内容存档于2007-11-24） （英语）. （页面存档备份，存于）
- .   [2006-01-16]. （原始内容存档于2006-08-19） （英语）. （页面存档备份，存于）
- . （原始内容存档于2006-01-18） （中文（香港））. （页面存档备份，存于）
- .   [2010-11-11]. （原始内容存档于2021-05-13） （中文（香港））. （页面存档备份，存于）
- .   [2011-02-21]. （原始内容存档于2011-06-11） （中文（臺灣））. （页面存档备份，存于）
- .   [2022-07-30]. （原始内容存档于2019-08-06） （中文（臺灣））. （页面存档备份，存于）